# ExFAT
exFAT (Extended File Allocation Table) este un sistem de fișiere special adaptat pentru  memorii flash introdus de Windows Embedded CE 6.0. exFAT este utilizat atunci când sistemul de fișiere NTFS nu este fezabil din cauza supraîncărcării structurilor de date.